# الملاوي (الحيمة الخارجية)

تعديل مصدري - تعديل

الملاوي هي إحدى قرى عزلة يادع بمديرية الحيمة الخارجية التابعة لمحافظة صنعاء، بلغ تعداد سكانها 270 نسمة حسب تعداد اليمن لعام 2004.